# Sandy Macedo
Sandy Camila Leite Macedo, född 14 april 2001 i São José dos Campos, är en brasiliansk taekwondoutövare.

## Karriär
I oktober 2018 tog Macedo brons i 55 kg-klassen vid ungdoms-OS i Buenos Aires. I maj 2019 tävlade Macedo i 57 kg-klassen vid VM i Manchester, där hon blev utslagen i kvartsfinalen av sydkoreanska Lee Ah-reum. I juni 2021 tog Macedo silver i 57 kg-klassen vid panamerikanska mästerskapen i Cancún efter en finalförlust mot kanadensiska Skylar Park. I november 2021 tog hon guld i 57 kg-klassen vid panamerikanska spelen för juniorer i Cali efter att besegrat puertoricanska Gianna Ortiz i finalen.
I maj 2022 tog Macedo återigen silver i 57 kg-klassen vid panamerikanska mästerskapen i Punta Cana efter att ha förlorat finalen mot kanadensiska Skylar Park. I oktober 2022 tog hon guld i 57 kg-klassen vid sydamerikanska spelen i Asunción efter att ha besegrat peruanska Camila Cáceres i finalen. Följande månad skulle Macedo tävla i 57 kg-klassen vid VM i Guadalajara men blev diskvalificerad efter att inte klarat invägningen.
I oktober 2023 tog Macedo brons tillsammans med Maria Clara Pacheco och Caroline Santos i lagtävlingen vid panamerikanska spelen i Santiago. I maj 2024 tog hon brons i 67 kg-klassen vid panamerikanska mästerskapen i Rio de Janeiro.